# Paulajauratj
Paulajauratj är en sjö i Arvidsjaurs kommun i Lappland och ingår i Piteälvens huvudavrinningsområde. Sjön har en area på 0,132 kvadratkilometer och ligger 375,9 meter över havet. Paulajauratj ligger i Piteälven Natura 2000-område. Sjön avvattnas av vattendraget Paulajåkkå.

## Delavrinningsområde
Paulajauratj ingår i det delavrinningsområde (732784-164446) som SMHI kallar för Ovan 732635-164682. Medelhöjden är 389 meter över havet och ytan är 17,04 kvadratkilometer. Det finns ett avrinningsområde uppströms, och räknas det in blir den ackumulerade arean 31,67 kvadratkilometer. Paulajåkkå som avvattnar avrinningsområdet har biflödesordning 3, vilket innebär att vattnet flödar genom totalt 3 vattendrag innan det når havet efter 175 kilometer. Avrinningsområdet består mestadels av skog (90 procent). Avrinningsområdet har 0,89 kvadratkilometer vattenytor vilket ger det en sjöprocent på 5,2 procent.